# Павловка (Ярославская область)
Павловка — деревня в Любимском районе Ярославской области.
С точки зрения административно-территориального устройства входит в состав Пигалевского сельского округа. С точки зрения муниципального устройства входит в состав Ермаковского сельского поселения.

## История
Упоминается в 1552 году в грамоте Ивана Грозного. Из летописей Спасо-Геннадиева монастыря видно, что весь Павловский приход был вотчиною монастыря. Первоначально храм в селе был деревянный. Каменная Введенская Церковь имела три придела: в честь Введения Божией Матери, св. и чуд. Николая и преп. Геннадия Любимоградского чудотворца. Летний храмовый придел устроен в 1774 году, а остальные два с 1832 – 1835 годы. В 1886 году дворов 24, жителей 132, церковь православная, школа, лавка.
В конце XIX — начале XX века село входило в состав Заобнорской волости Любимского уезда Ярославской губернии.
С 1929 года село входило в состав Пигалевского сельсовета Любимского района, с 2005 года — в составе Ермаковского сельского поселения.

## Население
| 1859 | 1914 | 2002 | 2007 | 2010 |
| ---- | ---- | ---- | ---- | ---- |
| 97   | ↗163 | ↘38  | ↘34  | ↘28  |

| Год  | Число постоянных хозяйств | Численность населения, чел | Численность населения, чел                         | Численность населения, чел                        |
| Год  | Число постоянных хозяйств | Всего                      | В том числе зарегистрированных по месту жительства | Проживающих 1 год и более и не зарегистрированных |
| ---- | ------------------------- | -------------------------- | -------------------------------------------------- | ------------------------------------------------- |
| 2015 | 11                        | 30                         | 28                                                 | ?                                                 |
| 2016 | 11                        | 27                         | 26                                                 | 1                                                 |
| 2017 | 9                         | 22                         | 22                                                 | 0                                                 |
| 2018 | 9                         | 21                         | 21                                                 | 0                                                 |
| 2019 | 8                         | 19                         | 19                                                 | 0                                                 |
| 2020 | 8                         | 17                         | 17                                                 | 0                                                 |
| 2021 | 8                         | 17                         | 17                                                 | 0                                                 |
| 2022 | 8                         | 17                         | 17                                                 | 0                                                 |
| 2023 | 8                         | 17                         | 17                                                 | 0                                                 |

## Достопримечательности
В деревне расположена действующая Церковь Введения во храм Пресвятой Богородицы.